# 馬斯基根縣
馬斯基根縣（英語：Muskegon County）是美國密歇根州西部的一個縣，西臨密歇根湖。面積3,780平方公里。根據美國2000年人口普查估計，共有人口170,200人。縣治馬斯基根（Muskegon）。
成立於1859年。縣名來自馬斯基根河（來自奧吉布瓦語，意思是「沼澤中」）。